# Pietro Feltrin
Pietro Feltrin (Ponte di Piave, 1927 – aprile 1982) è stato un politico italiano, già Presidente della Regione Veneto.

## Biografia
Nato da una famiglia di mezzadri originaria di Ponte di Piave, riuscì a conseguire la laurea in giurisprudenza e a intraprendere la professione di avvocato. Giovane esponente della Democrazia Cristiana, dal 12 dicembre 1963 al 29 giugno 1970 ricoprì la carica di sindaco di Oderzo. Durante la sua amministrazione, la città fu il primo comune del Veneto a varare un piano regolatore generale.
In occasione delle elezioni regionali del 1970 entrò nel primo Consiglio regionale del Veneto e il 26 maggio 1972, in seguito alle dimissioni di Luigi Tartari, divenne presidente della Giunta regionale. Si dimise lui stesso il 12 marzo 1973, lasciando il posto ad Angelo Tomelleri. Fu rieletto in Consiglio alle regionali del 1975, ma in seguito dovette abbandonare la politica per una grave malattia.
Muore all'età di 55 anni, nell'aprile del 1982.
È padre di Paolo Feltrin, professore dell'Università di Trieste e politologo.